# Клайпеда (футбольный клуб)

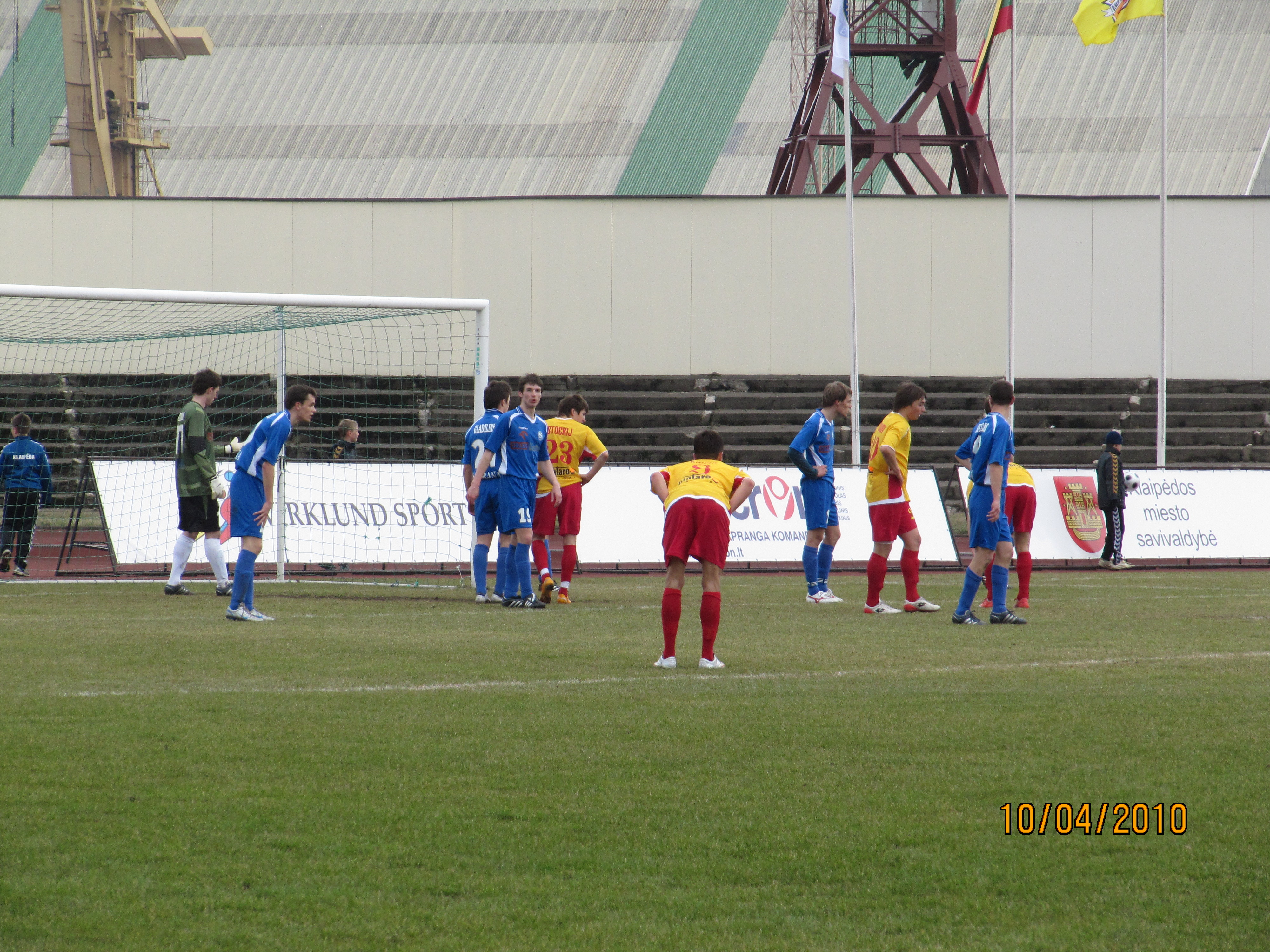
Матч между клубами «Клайпеда» (в жёлто-красном) и «Мажейкяй». 2010 год

«Кла́йпеда» (лит. FC Klaipėda) — бывший литовский футбольный клуб из Клайпеды.

## История команды
Клуб был основан в 2005 году под названием «Глестум» и начал выступать во Второй лиге. Через два сезона «Глестум» пробился в Первую лигу. 19 августа 2009 года клуб был переименован в «Клайпеду». Вскоре после этого А Лига была расширена с 8 до 11 команд. «Клайпеда», занявшая в Первой лиге пятое место, дававшее право на повышение в классе, успешно прошла лицензирование для выступления в А-лиге и с 2010 года стала её участником. В дебютном сезоне команда заняла восьмое место.

## Предыдущие названия
- 2005—2009 «Глестум»
- с 2009 ФК «Клайпеда»

## История выступлений
| Год  | Лига            | Место | Кубок |
| ---- | --------------- | ----- | ----- |
| 2005 | II лига (Запад) | 4     | —     |
| 2006 | II лига (Запад) | 5     | —     |
| 2007 | I лига          | 9     | 1/64  |
| 2008 | I лига          | 12    | 1/32  |
| 2009 | I лига          | 5     | 1/32  |
| 2010 | А-лига          | 8     | 1/4   |
| 2011 | А-лига          | 12    | 1/8   |